# 2017年环西自行车赛
2017年环西自行车赛是第72届环西自行车赛，于2017年8月19日至9月10日进行，此次比赛是2017年UCI世界巡回赛的其中一站比赛。比赛共分为21个赛段，起点位于法国尼姆，终点位于西班牙马德里，这是环西自行车赛历史上第三次在西班牙境外开赛。
共有22支车队参加此次比赛，其中18支车队为世界职业车队，另外4支车队则为洲际职业车队。最终来自天空车队的英国选手克里斯·弗鲁姆夺得此次比赛总冠军，与此同时，他还获得象征积分王的绿衫和象征全能王的白衫。来自巴林–美利达车队的溫琴佐·尼巴利和来自Katusha–Alpecin车队的Ilnur Zakarin分别获得二三名。